# Abdul Rahman Omeir al-Naimi
Abdul Rahman Omeir al-Naimi (ou « Abderrahman Al Nuaimi ») est un intellectuel qatarien et le cofondateur d'Alkarama, une ONG basée à Genève dont la mission est de défense des droits de l'homme dans le Monde arabe. Il a longtemps enseigné l’histoire et les études islamiques à l'université du Qatar et a exercé la fonction de président de l'Association de football du Qatar. Il est également l’un des fondateurs de la Fondation Eid bin Mohammed Al-Thani et ancien membre du conseil de surveillance de la banque Qatar Islamic Bank. Il figure depuis 2013 sur la liste de financiers du terrorisme dressé par le Trésor américain pour ses liens avec Al Qaïda.

## Prises de position politiques
Al-Naimi a fortement critiqué les politiques progressistes de l'ancien émir du Qatar, Hamad bin Khalifa. En 1998, il a notamment publié une lettre condamnant les réformes menées par l'émir permettant aux femmes d’avoir accès à des postes au sein du gouvernement et des instances politiques du Qatar et autorisant la vente d’alcool dans certains lieux fortement fréquentés par les étrangers non-musulmans. Al-Naimi a décrit ces réformes comme étant contraires à la loi islamique. À la suite de la publication de la lettre, Al-Naimi a été placé en détention provisoire pendant trois années, au cours desquelles aucune procédure judiciaire n’a été engagée contre lui. Face à une campagne de sensibilisation menée par des groupes islamiques basés en Grande-Bretagne, Al-Naimi a été libéré en 2001.

## Défense des droits de l’homme
En 2004, Al-Naimi crée Alkarama, une association de défense des droits de l'homme basée à Genève. Sa mission est de «soutenir tous les individus, dans le monde arabe, soumis ou à risque d'exécution sommaire, de disparition forcée, de torture et de détention arbitraire (…) en agissant comme un pont entre les victimes dans le monde arabe et les mécanismes des Nations Unies compétents en matière de droits de l'homme. » Alkarama travaille avec les divers organes des Nations unies chargées des questions de droits de l’homme, ainsi que de nombreuses ONG dont Human Rights Watch et Amnesty International.
La Fondation Alkarama a reçu d’importantes aides de la part de la  municipalité de Genève et du Département fédéral des affaires étrangères suisse, qui lui ont versé près de 245 000 francs suisses.
Al-Naimi a quitté sa fonction de président d'Alkarama à la suite de son inclusion sur la liste « SDN » du département du Trésor américain. Cette liste désigne toutes les personnes soumises par le gouvernement américain à des sanctions pour cause de liens avec le terrorisme[réf. souhaitée].

## Liens présumés avec le terrorisme et sanctions internationales
Le 18 décembre 2013, Al-Naimi est inscrit sur la liste des Specially Designated Nationals du Trésor Américain pour son rôle dans le financement de plusieurs organisations terroristes. Dans son communiqué de presse, le gouvernement américain décrit Al-Naimi comme "un financier du terrorisme basé au Qatar qui a fourni argent et matériel, et transmis des communications pour le compte d’Al-Qaïda et de ses affiliés en Syrie, en Irak, en Somalie et au Yémen pendant plus d'une décennie."  Le département du Trésor affirme par ailleurs que, pour une période de temps indéterminée, Al-Naimi a recueilli et envoyé plus de 2 millions USD par mois à Al-Qaïda en Irak. Il affirme par ailleurs qu’Al-Naimi aurait transmis 600 000 USD à des représentants d'Al-Qaïda en Syrie et 250 000 USD à Al-Shabaab en Somalie ainsi qu’une somme non divulguée à une association caritative yéménite qui se chargeait de transmettre des ressources financières à Al-Qaïda dans la péninsule Arabique.
Al-Naimi a toujours nié ces avoir participé à ces activités. L’association Al Karama n’a jamais fait l’objet de reproches de cette nature, et son directeur général a fait valoir que l’inscription d'Al Naimi sur la liste SDN des financiers et complices du terrorisme était motivée par le désir du gouvernement américain de faire taire une personnalité très critique de la politique américaine au Moyen-Orient. En effet, dans le cadre de sa mission de défense des droits de l'homme, Alkarama a enquêté sur les victimes civiles des frappes de drones américains au Yémen.
D’autres organisations de défense des droits de l’homme soulignent qu’Alkarama est une organisation légitime qui a joué un important rôle important d’information sur les violations des droits de l’homme au Moyen-Orient ces quinze dernières années, et que l’association n’était en rien associée aux activités terroristes d’Al-Naimi.
Cependant, la désignation d’Al-Naimi en tant que financier du terrorisme par le gouvernement américain a été suivie par des désignations similaires au sein du Conseil de sécurité des Nations unies, de l'Union européenne, et des gouvernements britannique et turque.
Al-Naimi est ainsi sous le coup d’une interdiction de voyage et d’un gel de ses avoirs dans la plupart des pays occidentaux.